# Knaben

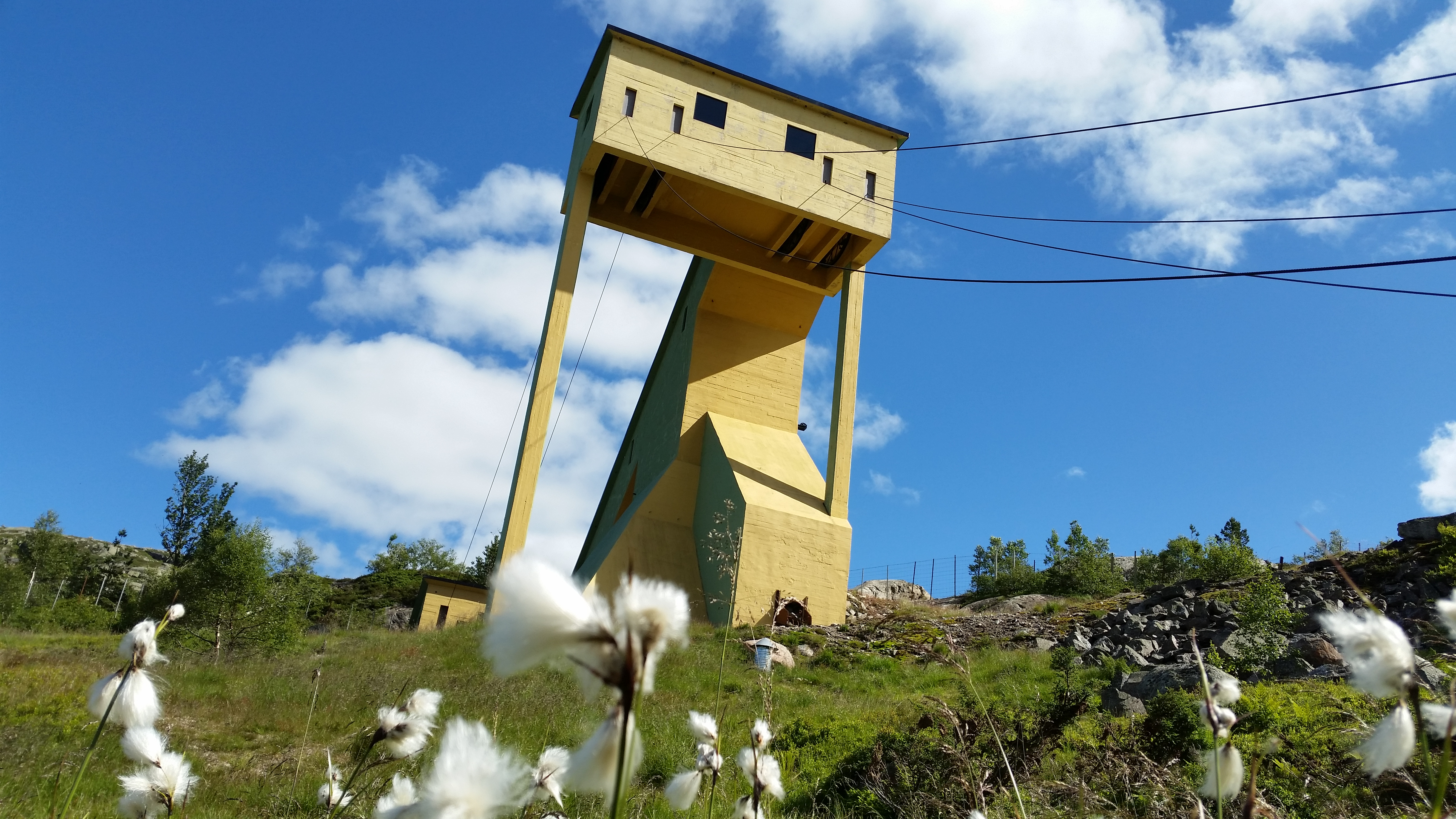
Seilbahnstation in Knaben

Knaben ist eine Ortschaft in der Kommune Kvinesdal im Süden Norwegens.
In dem Ort wurde von 1885 bis 1973 das seltene Molybdänerz Molybdänit (Molybdänglanz) gefördert. Molybdän fand einen hohen Absatz in der Kriegsindustrie, da Stahl mit einer Molybdänlegierung bruchfester und stabiler wird. Im Zweiten Weltkrieg besetzte die Wehrmacht Norwegen und sicherte sich das Bergwerk und die Förderung des Erzes. 1943 wurde Knaben zweimal bombardiert und die Förderung grundlegend stillgelegt. Nach dem Krieg wurde der Bergbau wieder aufgenommen, jedoch mit sinkenden Preisen. 1973 erfolgte die Schließung des Bergwerks.
Anfang der 1970er-Jahre wurde für die Kinder der Arbeiter eine Schule errichtet, die Knaben Leirskole. Sie wurde mit der Stilllegung der Mine ebenfalls geschlossen und dient seitdem als Schullandheim. In den Ferien ist sie für bis zu 70 Personen geöffnet.

## Museum und Denkmal
Im ehemaligen Verwaltungsgebäude des Bergwerks befindet sich heutzutage ein Museum. Eine Bronzestatue des norwegischen Bildhauers Gøril Førsund erinnert seit 2008 an den Bergbau und zeigt einen Bergmann, der einen Grubenhunt schiebt.